# Cintura vulcanica di Alert Bay

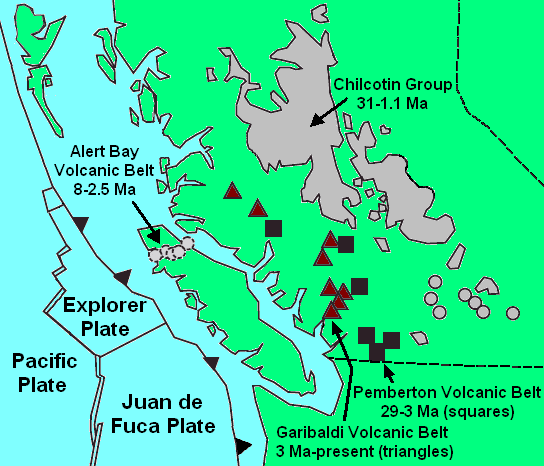
Le formazioni geologiche collegate al vulcanismo nell'arco delle Cascate Canadesi, che include anche la cintura vulcanica di Alert Bay.

La cintura vulcanica di Alert Bay è una cintura vulcanica risalente al Neogene e attualmente fortemente erosa, situata nella parte settentrionale dell'Isola di Vancouver, nella regione canadese della Columbia Britannica.

## Caratteristiche
La cintura si trova attualmente a nord della faglia di Nootka, ma è possibile che si trovasse proprio al di sopra della faglia al tempo della sua ultima eruzione. 
Le eruzioni vulcaniche che hanno dato luogo alla formazione di rocce da basaltico a riolitico e ipoabissali, sono probabilmente collegate con il margine subdotto fiancheggiato dalla placca Explorer e dalla placca di Juan de Fuca nella zona di subduzione della Cascadia.
La cintura vulcanica di Alert Bay non è stata finora molto studiata, ma sembra essere stata in attività dal Miocene al Pliocene. Non sono note eruzioni durante l'Olocene e l'attività vulcanica sembra ore essere cessata.